# Вільямонтан-де-ла-Вальдуерна
Вільямонтан-де-ла-Вальдуерна (ісп. Villamontán de la Valduerna) — муніципалітет в Іспанії, у складі автономної спільноти Кастилія-і-Леон, у провінції Леон. Населення — 893 особи (2010).
Муніципалітет розташований на відстані близько 280 км на північний захід від Мадрида, 48 км на південний захід від Леона.
На території муніципалітету розташовані такі населені пункти: (дані про населення за 2010 рік)
- Фресно-де-ла-Вальдуерна: 85 осіб
- Міньямбрес-де-ла-Вальдуерна: 286 осіб
- Посада-де-ла-Вальдуерна: 149 осіб
- Редельга-де-ла-Вальдуерна: 57 осіб
- Вальє-де-ла-Вальдуерна: 90 осіб
- Вільяліс-де-ла-Вальдуерна: 127 осіб
- Вільямонтан-де-ла-Вальдуерна: 99 осіб

## Демографія
Динаміка населення (INE ):